# 미니 자이언트
《미니 자이언트》(영어: Tiny Giants 3D)는 2014년 공개된 영국의 가족 영화이다. 마크 브라운로우가 감독했다.

## 출연
- 한국어 더빙
- 김서영 - 다람쥐 보리 / 전갈쥐 뭉치 역

- 영어 나레이션
- 스티븐 프라이 - 나레이션